# Nyängena
Nyängena este o arie protejată (arie specială de conservare — SAC, sit de importanță comunitară — SCI) din Suedia întinsă pe o suprafață de 346,5 ha, integral pe uscat.

## Localizare
Centrul sitului Nyängena este situat la coordonatele 61°22′56″N 13°22′38″E / 61.3821°N 13.3771°E.

## Înființare
Situl Nyängena a fost declarat sit de importanță comunitară în aprilie 2004 pentru a proteja 2 specii de plante. Situl a fost protejat și ca arie specială de conservare în martie 2011.

## Biodiversitate
Situată în ecoregiunea boreală, aria protejată conține 8 habitate naturale: Turbării Aapa, Mlaștini împădurite, Lacuri și iazuri distrofice naturale, Păduri caducifoliate de mlaștină fino-scandinave, Cursuri de apă de la nivel de câmpie la nivel montan, cu vegetație Ranunculion fluitantis și Callitricho-Batrachion, Mlaștini alcaline, Pășuni din zone de pădure fino-scandinave, Taiga vestică.
La baza desemnării sitului se află mai multe specii protejate de  plante (2): papucul doamnei (Cypripedium calceolus), Hamatocaulis vernicosus.